# Independiente Sacachispas
El Independiente Sacachispas es un club de fútbol, perteneciente al Distrito de Breña de la capital de Lima del Perú. El club se fundó el 2 de enero de 1950.

## Historia
El club Independiente Sacachispas fue uno de los clubes más populares y tradicionales del Distrito de Breña. Se formó a base del entusianso de un grupo de jóvenes, del cruce de los jirones Yavarí y Carhuaz, en el barrio de Chacra Colorada. En Lima, en ese tiempo, el Distrito de Breña no tenía liga propia. Por lo tanto, los clubes del distrito, se afiliaban a la liga del Cercado de Lima. Su mejor momento fue al lograr campeonar la Liga Provincial de Lima en 1966, después de derrotar al vencer Mariscal Castilla. Luego en la liguilla de promoción (cuadrangular final), Independiente Sacachispas derrotó al Deportivo Bancoper de San Isidro. Ante la hazaña lograda, el club logró el ascenso a la Segunda División Peruana.
Para la temporada de 1967, realiza una estupenda campaña, logrando el subcampeonato. Para el siguiente año, Independiente Sacachispas logra posicionarse en la sexta posición de la Segunda División. Tuvo una breve fusión con el Colegio Salesiano San Francisco de Sales como Salesianos Sacachispas Breña en 1970 procedente de ese equipo, su jugador español José Villalonga padre Salesiano anotará el primer gol del torneo. El club se mantuvo en la Segunda División hasta 1972, porque la categoría fue disuelta para 1973. Ante este hecho, el club retornó a jugar a la liga del Cercado de Lima hasta 1983. 
Comenzó jugando en la Segunda División Distrital del Cercado de Lima, donde en la final derrota por 3 - 0, al San Isidro Quechuay y accediendo a la Primera División Distrital para 1984. Sin embargo, en 1984, el club se desafilia y pasa a integrase a la liga del Distrito de Breña (recién creada). Finalmente, el Independiente Sacachispas participó en la liga hasta su desaparición en 1994.

## Jugadores
| - Manuel Grimaldo. - Jaime Mosquera. - Moisés Chumpitaz. - Augusto Palacios. - Ermilio Huamalí. - Óscar Salas. - Lelo Fernández. - Marco Rojas. - Lalo Fernández. - Walter Farías. - Oscar Romani. - Fernando Cárdenas. - Victor La Torre. | - Ángel Farranaga. - Fernando Grimaldo. - Alfredo Arrellano. - Jorge Vidal. - Eugenio Cortez. - Édgar Villanueva. - Víctor Moreno. - Paul Zárate. - Julio Figueroa. - Juan Torres. - Javier Dávila. - José Villalonga (español) - Hernan Zulem - Fernando Zulem |

## Uniforme
- Uniforme titular: Camiseta blanca con bastones rojos, pantalón blanco, medias blancas.
- Uniforme secundario: Camiseta blanca, pantalón blanco, medias rojas.
- Uniforme terciario: Camiseta blanca con bastones rojos, pantalón blanco, medias negras.

#### Uniformes desde 1950 al 1994
| Titular 1 | Titular 2 | Alterno 1 | Titular 3 | Alterno 2 | Alterno 3 | Titular 4 | Titular 5 | Alterno 4 | Alterno 5 | Titular 6 |  |

## Palmarés
- Temporadas en la Segunda División (6): 1967 , 1968 , 1969 , 1970 , 1971 y 1972
- Liga Provincial de Lima (1): 1966.
- Liguilla Promocional (Cuadrangular Final) de Lima y Callao (1): 1966.
- Subcampeón Segunda División del Perú (1): 1967.
- Sexta posición de la Segunda División del Perú (1): 1968.
- Segunda División Distrital de Cercado de Lima (1): 1983.

## Enlaces
- Campeonato 1966.
- Segunda División 1967.